# Anverso

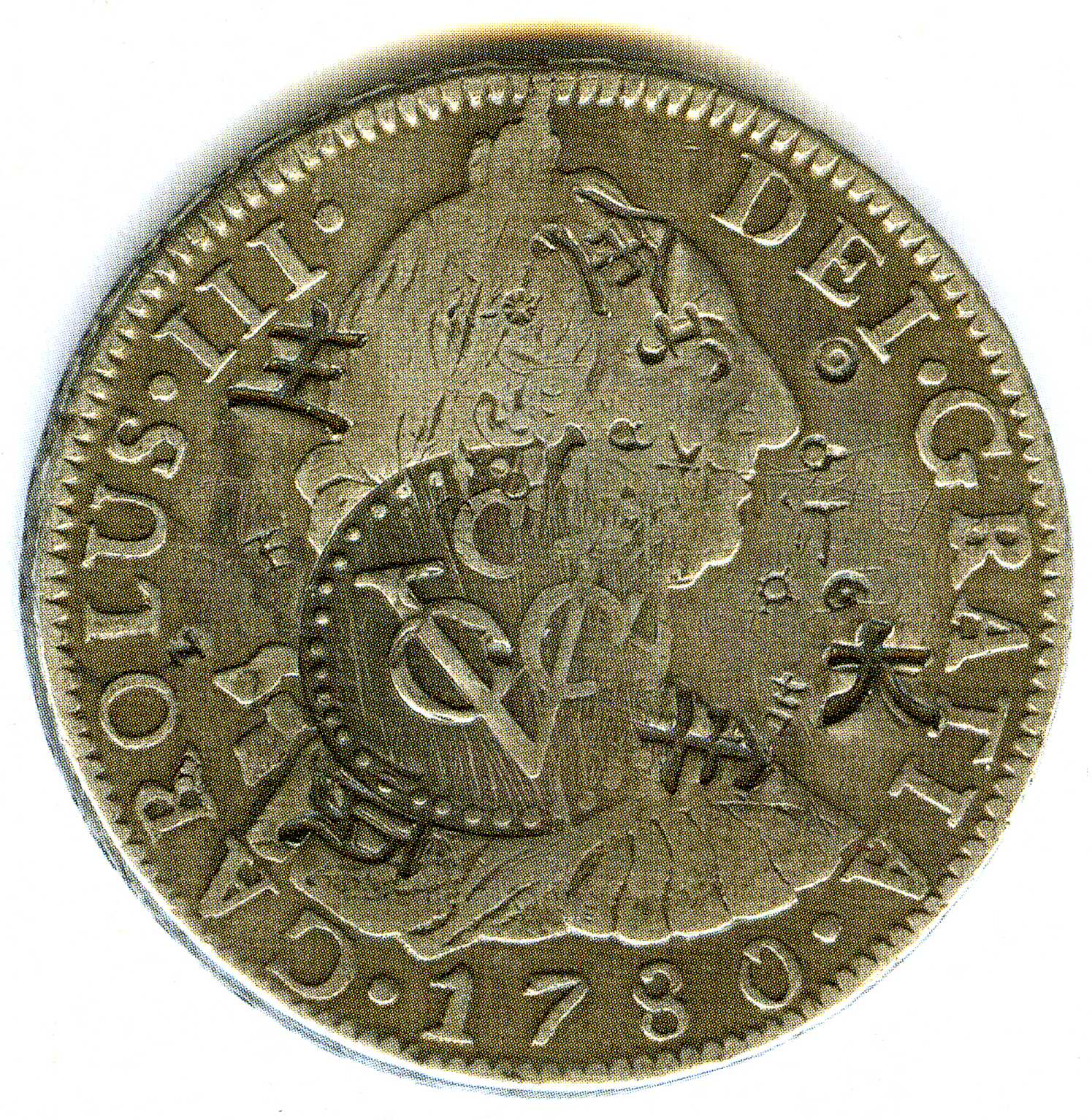
Moneda de 8 reales de Carlos III de España.

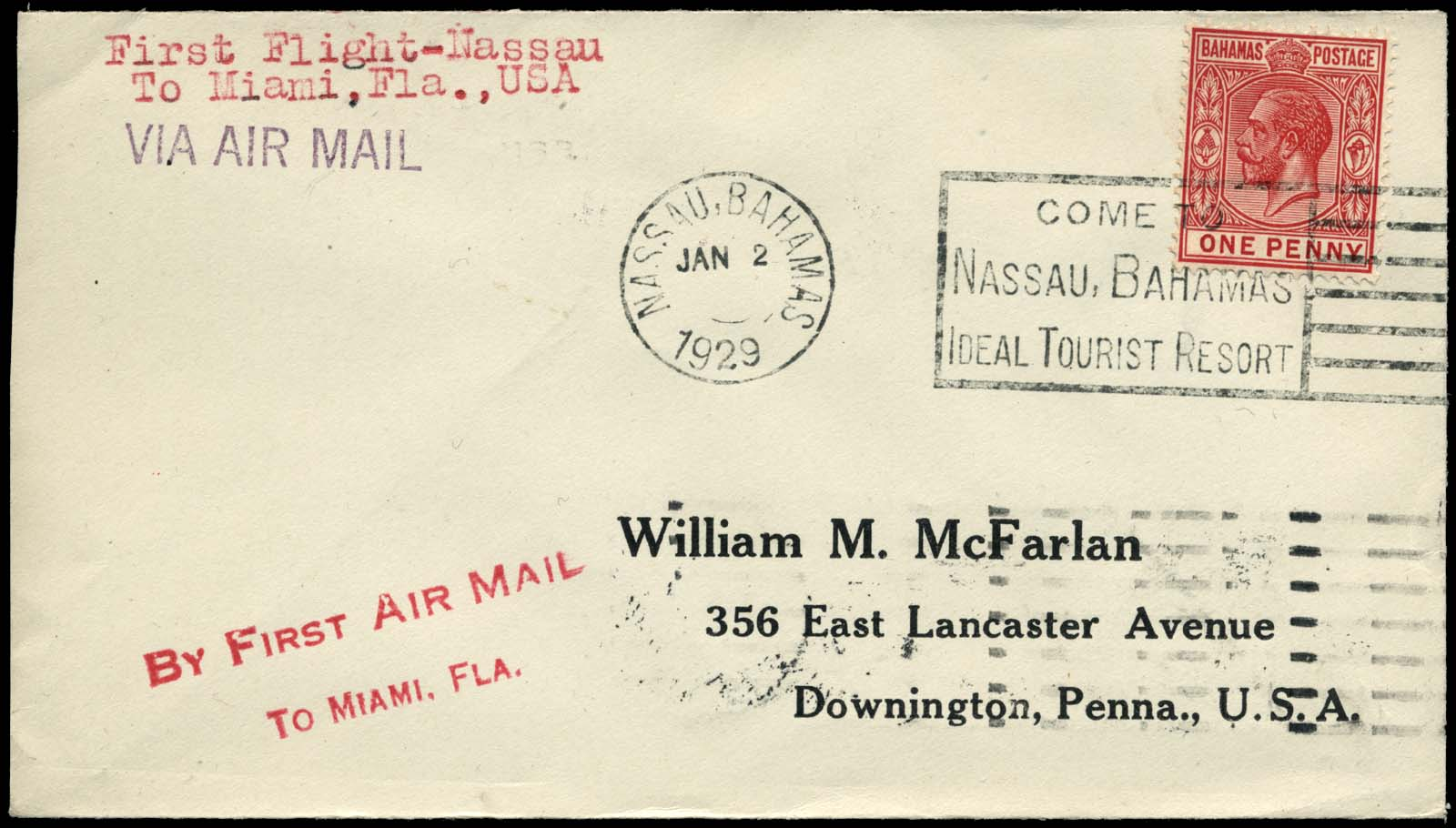
Anverso de sobre tradicional.

Anverso (del latín anteversus, compuesto de ante, delante, y versus, vuelto) es la cara o faz que se considera  principal en las monedas y medallas por llevar el busto o efigie del rey, príncipe, persona, divisa. Por tal motivo el anverso también suele denominarse cara. Su contraparte es el Reverso (moneda)
En las monedas y medallas, haz que se considera principal por llevar el busto de una persona o por otro motivo.».
Por extensión, también se llama anverso a la cara principal de por ejemplo un sobre o un papel notarial numerado, etc.

## Origen y modelado
Las primeras monedas de la historia fueron creadas cerca del 600 a. C. Acuñadas por los lidios, un reino de la antigua Grecia y ubicado en la zona geográfica de Turquía. Su anverso mostraba la cabeza estilizada de un león y estaban hechas de una aleación de oro y plata. 
Los anversos al ser una parte de las monedas, se realizaban por medio de unos moldes, se utilizaba los llamados cuño de yunque y para su contraparte, el anverso, se utilizaba  el cuño de martillo. Se colocaban alrededor de un trozo de metal fundido llamado flan y por medio de presión se grabarían los diseños en el metal. 

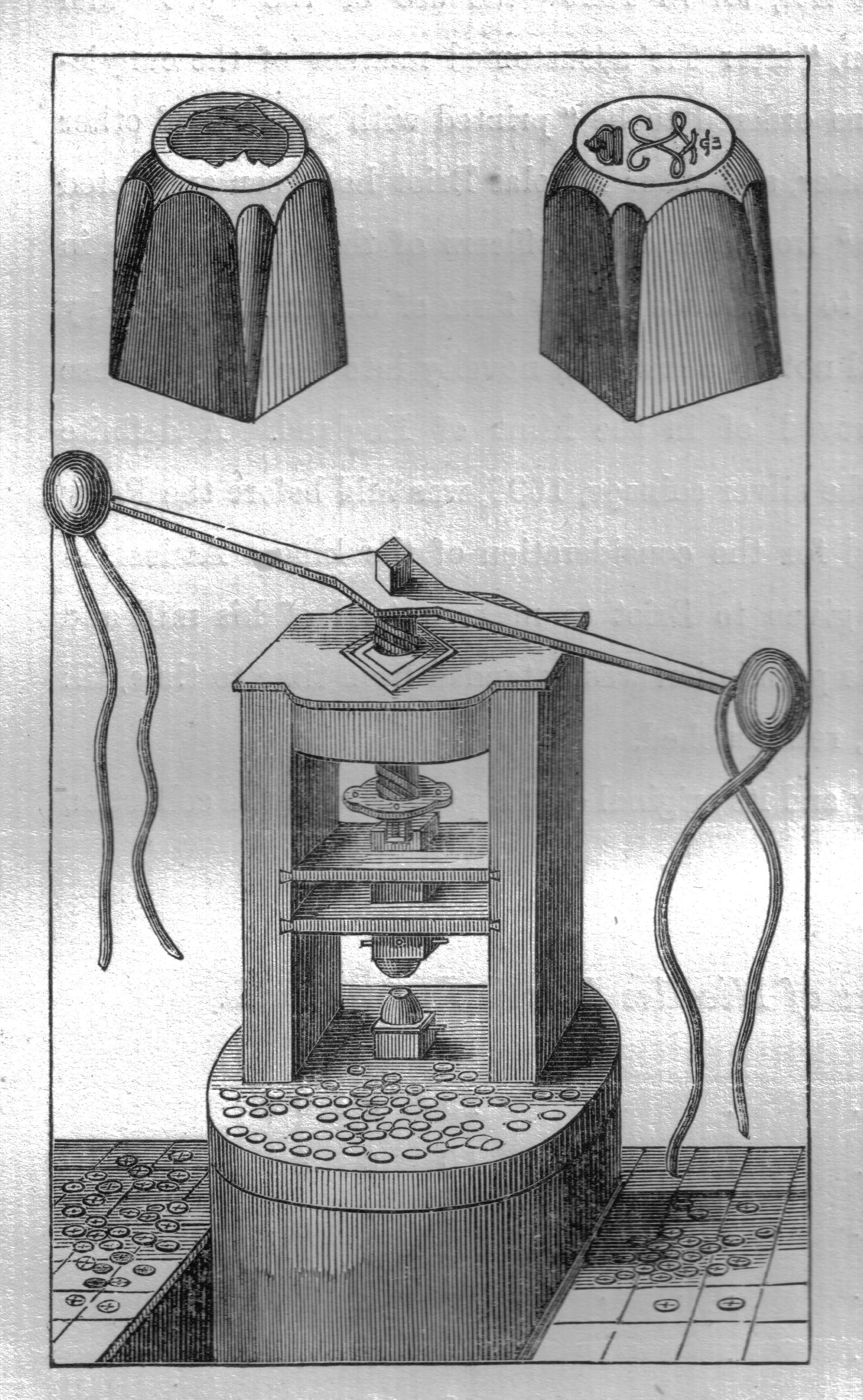
Prensa de acuñación de monedas de 1876.

El troquel o cuño es el molde empleado en la acuñación de monedas.
Fue en el siglo XV cuando Leonardo da Vinci realizó el primer boceto de la prensa a volante, que serviría de inspiración en el siglo XVI para realizar dicha máquina por Max Schwab quien tomó la idea y la mejoró. Seguiría siendo mejorada durante los siglos hasta ser industrializada por James Watt y Matthew Boulton y mejorada en los siguientes siglos con técnicas como la virola partida que mejorarían mucho la técnica hasta llegar a nuestros días donde se usa una avanzada forma de esta técnica. 

## Anversos a lo largo de la historia
En las polis griegas, los anversos se diferenciaban porque solían contener imágenes de dioses. Se solía acuñar las caras de los dioses que eran protectores de cada polis en el anverso de las monedas junto con un elemento relacionado con ellos en su anverso o relacionado con la polis.

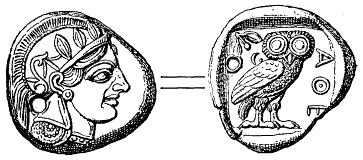
Tetradrachma de la polis de Atenas,c. 490 BC, con la cabeza de Atenea, a la izquierda, siendo el diseño más grande. Legend: ΑΘΕ[ΝΑΙ]Ο[Ν].

Con la llegada del imperio macedonio nació la tendencia en los emperadores y reyes de ponerse a sí mismos en las monedas con cualidades divinas para reafirmar su legitimidad en el trono.

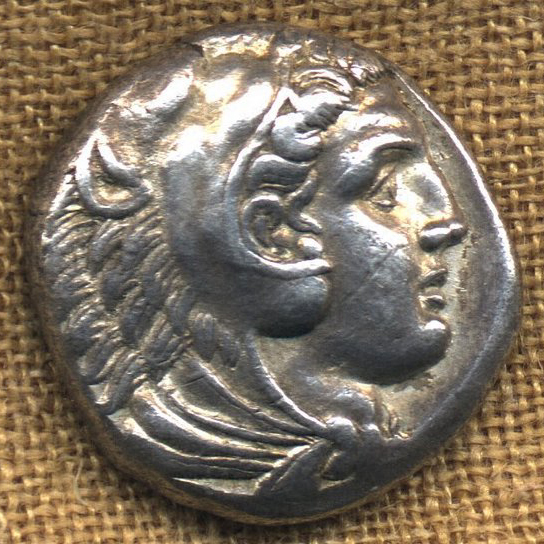
Anverso del tetradracma de Alejandro Magno, tratando de ser visto como un dios, llevando los atributos del héroe Hércules. 325 BC.

En Roma las monedas solían tener al emperador reinante en los anversos, dado que era la figura más importante en el imperio, además que por el tamaño de los imperios, si se acuñaban monedas con las caras del emperador mantendría su legitimidad en los distintos lugares del imperio.

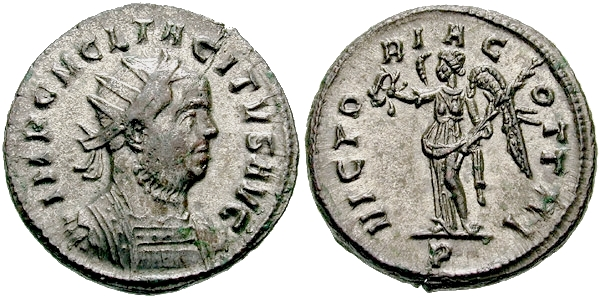
Moneda imperial de Marcus Claudius Tacitus, que reino del 275 al 276, sigue el uso clásico del anverso y reverso. Legend: IMP C M CL TACITVS AVG / VICTORIA GOTTHI

En el imperio Bizantino con la llegada del cristianismo Jesucristo se convirtió en la figura de los anversos y el rey o emperador paso a formar el reverso,  dándole la importancia debida a los dioses de nuevo, volviendo al antiguo sistema de las polis.

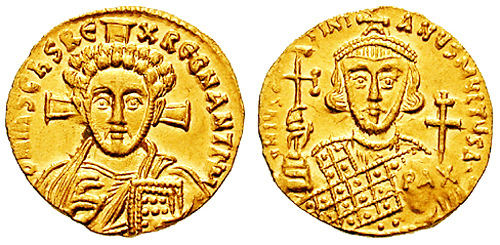
Solidus de Justiniano II, 705. Cristo se encuentra en el anverso(Izquierda), el emperador en el reverso("derecha"). Legend: D[OMI]N[US] IHS[US] CH[RI]S[TOS] REX RAGNANTIUM / D[OMI]N[US] IUSTINIANUS MULTUS A[ΝΝΙ].

En cambio en el mundo islámico las monedas a partir del siglo VII empezaron a dejar de usar moldes con caras y se empezó a usar la escritura en ambos lados de las monedas, así se diferenciaron los anversos porque en ellos estaba escrito el nombre del monarca. 

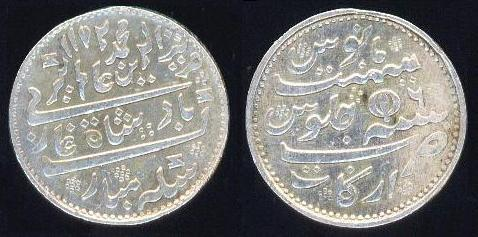
rupia de plata, usada entre 1817 y 1835. En las rupias, el lado que lleva elnombre de rey es el anverso.

Las monedas chinas, planas, con un cuadrado central, eran otro tipo de monedas que tenían un molde de cobre y que se mantuvieron a lo largo de dos milenios. 
Los anversos estaban provistos de caracteres y haciendo referencia al peso o valor de dichas monedas, se utiilizaron unos moldes en forma de árbol que son diferenciados del resto de monedas que existen a lo largo de la historia. 

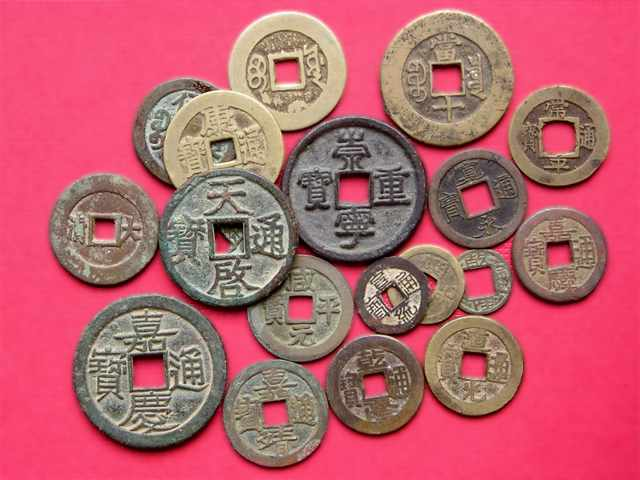
monedas de la Historia de china imperial de la dinastía Qing y algunas monedas parecidas de Corea y Japón